# 瓦伊查維山
14°49′50″S 72°18′38″W / 14.83056°S 72.31056°W
瓦伊查維山（Jatun Huaychahui），是秘魯的山峰，位於該國南部，由阿雷基帕大區和庫斯科大區負責管轄，屬於萬索山脈的一部分，處於維斯卡通戈山西南面，海拔高度5,445米。